# Die Apothekerin
Die Apothekerin ist ein deutscher Spielfilm aus dem Jahr 1997. Die Verfilmung des Roman-Bestsellers Die Apothekerin von Ingrid Noll entstand unter der Regie von Rainer Kaufmann.

## Handlung
Die Heidelberger Apothekerin Hella Moormann hat eine Schwäche für Männer mit Problemen, bis sie den jungen, verspielten und in Autos vernarrten Zahnmedizinstudenten Levin kennenlernt. Dieser ermordet seinen Großvater, um an dessen Vermögen und an seine Villa heranzukommen, mit Gift, welches Hella von ihrem Großvater geerbt hatte. Allerdings hatte sein Opa zuvor das Testament geändert, so dass er binnen eines Jahres Hella heiraten muss, damit sie das Erbe erhält. So heiraten die beiden sehr schnell. Doch bald betrügt Levin Hella mit der Haushälterin Margot, die bereits für den Großvater gearbeitet hatte. Außerdem wohnt inzwischen Dieter, Margots Mann und Ex-Häftling, ebenfalls in der Villa. Auch wird Hella an ihrem Arbeitsplatz niedergeschlagen. Am nächsten Tag beobachtet sie Levin mit dem Täter und ihr wird klar, dass er versucht haben muss, sie umzubringen, um an „sein“ Geld zu kommen.
Durch eine Mischung aus Unfall und Reflex stürzt Margot beim Putzen aus dem Fenster und verstirbt kurz danach. Hella hätte Margot stützen sollen, ließ aber kurz aus Ekel vor einer Schweißperle locker. Es wird nicht klar, ob Hella versucht hat, ihrer Widersacherin zu helfen, denn sie belügt anschließend die Polizei über den Hergang der Tat, und Margot erwähnt Dieter gegenüber kurz vor ihrem Tod Hellas Schuld.
Da Levin Hella immer länger allein lässt, betrügt sie ihn mit Dieter, trotz dessen krimineller Vergangenheit mit Körperverletzung und Drogenhandel.
Als sie plötzlich schwanger wird, teilt sie Dieter mit, er wäre der Vater. Sie verheimlicht Dieters Vaterschaft, als sie es Levin zu Silvester erzählt. Die Situation gerät nun außer Kontrolle: Dieter attackiert Levin und schlägt ihm einige Zähne aus. Nach einer heftigen Prügelei werden beide schwer verletzt ins Krankenhaus eingeliefert.
Hella freundet sich derweil mit Pawel an, einem Kunden der Apotheke.
Sie offenbart Levin im Krankenhaus, dass sie sich scheiden lassen will.
Als sie kurz darauf von Pawel und seinen zwei Kindern erfährt, dass diese ihre Wohnung verloren haben, lädt sie sie ein, bei ihr in der Villa zu wohnen.
Dieter und Levin kehren nach einiger Zeit aus dem Krankenhaus zurück und wohnen gemeinsam im Obergeschoss der Villa. Als eines Nachts Alma, die psychisch kranke Frau von Pawel, mit einem brennenden Kerzenleuchter durchs Haus läuft, kommt es zu einem Feuer und die Villa brennt ab. Pawel weiß sich und seine Kinder zu retten, während Hella ihren Kater rettet, ohne Dieter und Levin zu warnen. Alma kommt selbständig aus dem Haus. Levin und Dieter sterben in den Flammen. Es ist zwar ziemlich offensichtlich, dass Alma das Feuer aus Versehen legte. Aber ein gewisser Zweifel, ob nicht Hella die Täterin war, bleibt.
Nach dem Brand ziehen Hella mit ihrem Kind und Pawel mit seinen beiden Kindern und seiner Frau Alma in ein neues Haus.
Als Hella bereits ihr zweites Kind erwartet, entpuppt sich Alma als wahrer Klotz am Bein der Familie. Der Film endet damit, dass Alma allein Königsberger Klopse isst, die bereits vorher als guter Träger für Gift im Gespräch waren, während Hellas Kater am Versteck des bereits zu Beginn verwendeten Giftes vorbeistreift und alle Familienmitglieder gespannt auf die essende Alma schauen.

## Hintergrund
Die Dreharbeiten fanden von Oktober bis Dezember 1996 in Heidelberg, München und Starnberg statt. Der Kinostart in Deutschland war am 2. Oktober 1997. Mit knapp 1,6 Millionen Kinobesuchern in Deutschland gehört Die Apothekerin neben Stadtgespräch zu Rainer Kaufmanns erfolgreichsten Kinofilmen. Kaufmann hat im Film einen Cameoauftritt als der Schweinemann.
Die Filmmusik wurde vom Deutschen Filmorchester Babelsberg eingespielt.

## Kritiken
- film-dienst 19/1997: „Mal makabre Komödie, mal bizarres Melodram, mangelt es dem formal durchaus bestechenden Film an einer dramaturgisch überzeugenden Struktur, so daß das abgründige Spiel mit verdrängten Wünschen und unterdrückten Trieben viel erzählerischen Leerlauf aufweist.“
- Kino.de bezeichnet den Film als „Volltreffer“ und „großen Wurf“. Rainer Kaufmann gelinge es, „besonnen eine filmische Entsprechung für die subtilen Anliegen der Autorin zu finden.“ Die Figuren seien „die faszinierendsten, die man seit langem in einem deutschen Film gesehen“ habe und würden von Katja Riemann, Jürgen Vogel und Richy Müller „zu prallstem Leben erweckt“.[3]

## Auszeichnungen
1998 bekam Katja Riemann beim Deutschen Filmpreis eine Auszeichnung in der Kategorie Beste Hauptdarstellerin; Nominierungen gab es in den Kategorien Bester Spielfilm und Beste Nebendarstellerin für Dagmar Manzel.
1999 wurden beim Málaga International Week of Fantastic Cinema Katja Riemann als Beste Hauptdarstellerin sowie Klaus Eichhammer für die Beste Kamera ausgezeichnet.